# طاقة متجددة متغيرة

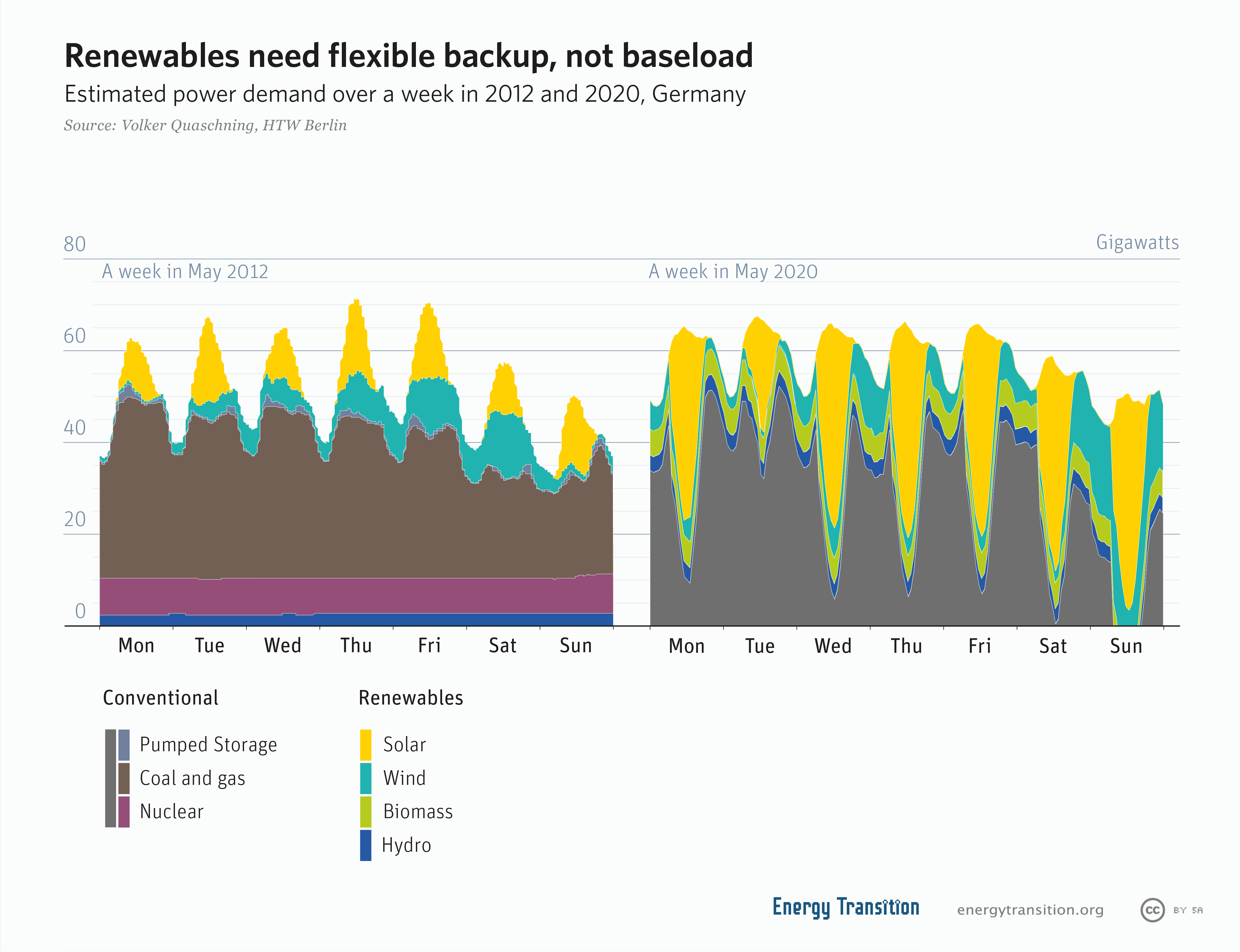

تعد الطاقة المتجددة المتغيرة مصدرًا للطاقة المتجددة والتي لا يمكن التحكم فيها بسبب طبيعتها المتقلبة، مثل طاقة الرياح والطاقة الشمسية، مقارنةً بمصدر الطاقة المتجددة القابلة للتحكم مثل الطاقة الكهرومائية المولدة من السدود أو حيويًا، أو من مصدرٍ ثابتٍ نسبيًا مثل الطاقة الحرارية الأرضية.

## قوة الرياح
يعتبر التنبؤ بقدرة الرياح هو الأقل دقة بين جميع مصادر الطاقة المتجددة المتغيرة، إذ يجب على مشغلي الشبكة التنبؤ يوميًا من أجل تحديد مصادر الطاقة المتاحة لاستخدامها في اليوم التالي، ويُستخدم التنبؤ بالطقس للتنبؤ بالرياح المحتملة من أجل معرفة طاقة الرياح والطاقة الشمسية المتاحتين، وعلى الرغم من أن توقعات طاقة الرياح استُخدمت لعقود من الزمن، لكن وكالة الطاقة الدولية تنظم تعاونًا دوليًا لمحاولة تحسين دقتها.

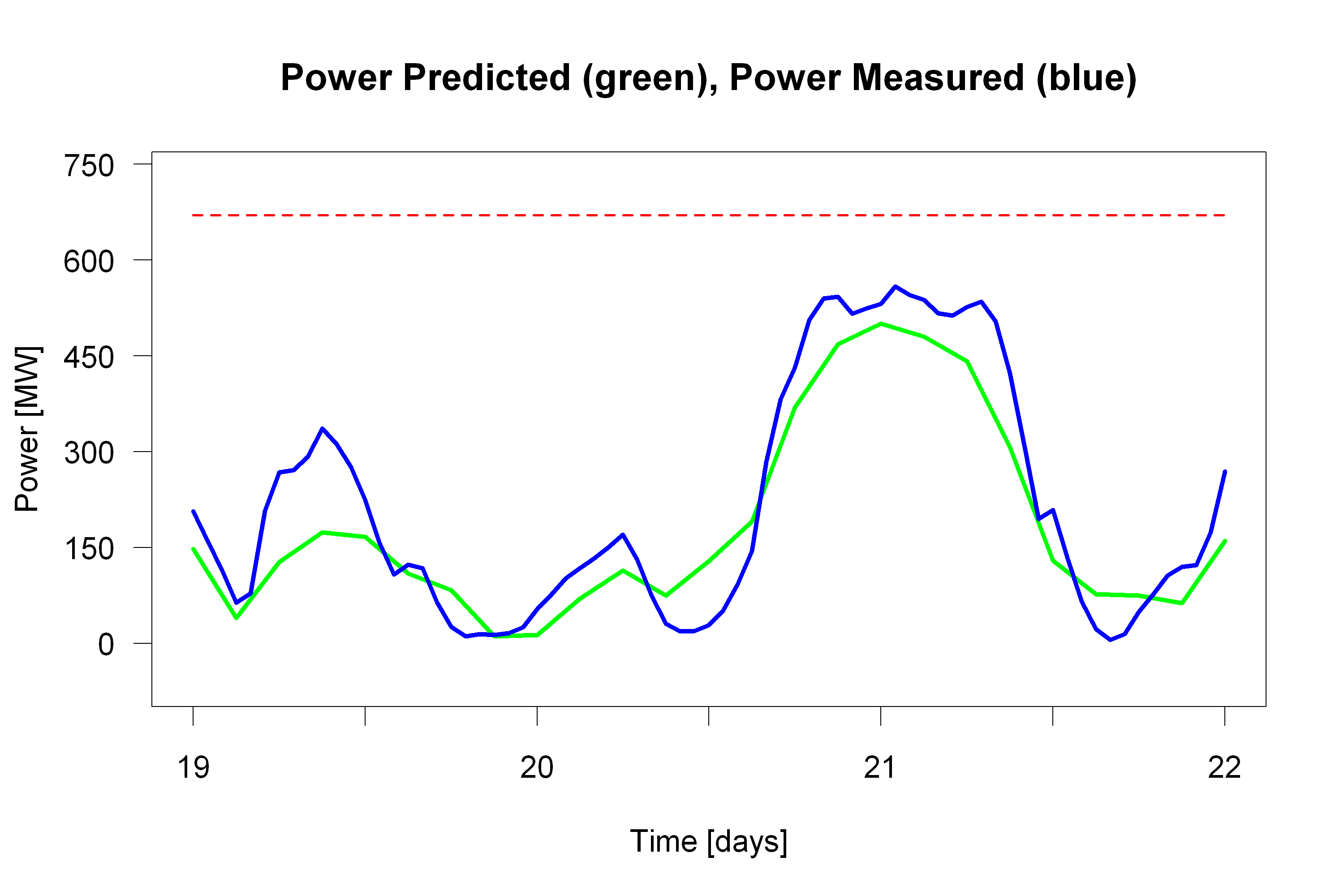
Typische Windleistungsvorhersage mit Vorhersagedaten (grün) und tatsächlicher Leistung (blau)

تعتبر الطاقة المولدة من الرياح مصدرًا متغيرًا، وتعتمد كمية الكهرباء التي تنتجها محطة معيّنة في أي وقت من الأوقات على سرعات الرياح وكثافة الهواء وخصائص التوربينات (من بين عوامل أخرى)، إذا كانت سرعة الرياح منخفضة جدًا، فلن تتمكن توربينات الرياح من توليد الكهرباء، وإذا كانت عالية جدًا، فيجب إغلاق التوربينات لتجنب التَلَف، وفي حين أن الناتج من التوربينات الفردية يمكن أن يختلف اختلافًا كبيرًا وسريعًا مع تباين سرعات الرياح المحلية، يصبح متوسط إنتاج الطاقة أقل تقلبًا مع توصيل المزيد من التوربينات في مساحات أكبر وأكبر.

## الطاقة الشمسية
تعتبر الطاقة الشمسية أكثر قابلية للتنبؤ من طاقة الرياح وأقل تغيرًا (إذ لا تتوفر أبدًا أي طاقة شمسية خلال الليل)، وهناك انخفاض في فصل الشتاء، والعوامل الوحيدة غير المعروفة في التنبؤ بإنتاج الطاقة الشمسية كل يوم هي الغطاء السحابي، والصقيع، والثلوج، فهناك أيامٌ عديدة متتالية في بعض المواقع خالية من السحاب نسبيًا، بينما تكون هناك عدة أيام متتالية في نفس الموقع أو في مواقع أخرى ملبّدة بالغيوم، مما يؤدي إلى إمكانية تنبؤ عالية نسبياً.
تأتي الرياح من التسخين غير المتكافئ لسطح الأرض، وتستطيع تأمين حوالي 1% من الطاقة الكامنة التي يمكن أن تؤمنها الطاقة الشمسية، إذ يصل 86000 تيراواط من الطاقة الشمسية إلى سطح العالم، وبالمقابل تستطيع رياح العالم جميعها توليد 870 تيراواط.

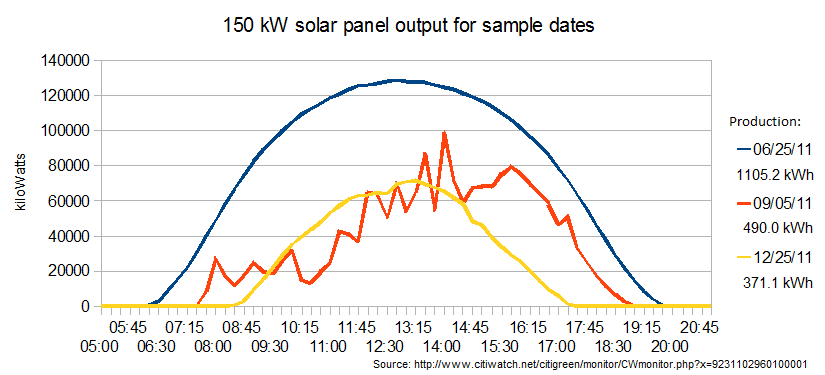
Einspeisung einer Solaranlage an drei unterschiedlichen Tagen

يبلغ إجمالي الطلب العالمي حوالي 12 تيراواط، أي أقل بعدة مرات من الكمية التي يمكن توليدها من مصادر طاقة الرياح والطاقة الشمسية المحتملة، من 40 إلى 85 تيراواط يمكن توفيرها من الرياح وحوالي 580 تيراواط من الطاقة الشمسية.
تؤثر التقلبات بطبيعتها على الطاقة الشمسية، إذ أن إنتاج الطاقة الكهربائية المتجددة من مصادر الطاقة الشمسية يعتمد على كمية ضوء الشمس في مكان وزمان معينين، ويختلف إنتاج الطاقة الشمسية على مدار اليوم وخلال الفصول، ويتأثر بالغبار أو الضباب، أو الغطاء السحابي أو الصقيع أو الثلج، العديد من العوامل الموسمية يمكن التنبؤ بها إلى حد ما.

## طاقة المد والجزر
تصنف طاقة المد والجزر كأكثر مصادر الطاقة المتجددة قابلية للتنبؤ، يختلف المد والجزر مرتين في اليوم بنسبة 100%، لكنه لا ينقطع أبدًا، بل على العكس من ذلك فهو موثوق تمامًا إذ تشير التقديرات إلى أن بريطانيا تستطيع الحصول على 20% من الطاقة التي تحتاجها من خلال طاقة المد والجزر، حُدد 20 موقعًا في العالم كله فقط يحوي محطات توليد طاقة المد والجزر.

## قوة الموج
ينشأ الموج في المقام الأول عن طريق الرياح، وبالتالي فإن الطاقة المتاحة من الأمواج تميل إلى اتباع تلك المتوفرة من الرياح، ولكن بسبب كتلة الماء فهي أقل تغيرًا من طاقة الرياح، تتناسب طاقة الرياح مع مكعب سرعة الرياح، في حين تتناسب قوة الموجة مع مربع ارتفاع الموجة.

## التأقلم مع الطاقة المتغيرة
استخدم مشغلوا الشبكات منذ زمن بعيد التنبؤ المسبق لاختيار محطات توليد الطاقة التي ستعوض الطلب في كل ساعة من اليوم التالي، وضبط هذه التوقعات على فترات زمنية قصيرة تصل إلى ساعة أو حتى كل خمسة عشر دقيقة لاستيعاب أي تغييرات.
تشير بعض التوقعات إلى أنه بحلول عام 2030، يمكن أن تأتي كل الطاقة تقريبًا من مصادر غير قابلة للتحكم.
يمكن تحويل بعض الطاقة الزائدة المتوفرة إلى إنتاج الهيدروجين لاستخدامه في السفن والطائرات، وهو تخزين طويل الأمد للطاقة نسبيًا، ففي عالم تأتي فيه كل طاقاتنا تقريبًا من الرياح والمياه والطاقة الشمسية، لا يشكل الهيدروجين مصدرًا للطاقة، ولكنه وسيلة لتخزينها.
يجب إجراء تحليل، ومقارنة للتكاليف بين النقل لمسافات طويلة والطاقة الإنتاجية الفائضة، فالشمس مشرقة دائمًا في مكان ما، والرياح تهب دائمًا في مكان ما على الأرض، ومن المتوقع أن يصبح استجرار الطاقة الشمسية من أستراليا إلى سنغافورة خلال العشرينيات أو الثلاثينيات من القرن الحالي فعالًا من حيث التكلفة.

## التقلب والموثوقية
يحدد كل من «مارك أ. ديلوتشي» و«مارك ز. جاكوبسون» سبع طرق لتصميم وتشغيل أنظمة الطاقة المتجددة المتغيرة بحيث تلبي الطلب على الكهرباء بشكل موثوق:
- وصل المناطق المشتتة جغرافيًا ومصادر الطاقة المتغيرة طبيعيًا (مثل الرياح والطاقة الشمسية والأمواج والمد والجزر)، مما يسهل من إمدادات الكهرباء (والطلب) بشكل كبير.
- استخدام مصادر الطاقة التكميلية وغير المتغيرة (مثل الطاقة الكهرومائية) لملء الفجوات المؤقتة بين الطلب على الطاقة وتوليدها من الرياح، أو الطاقة الشمسية.
- تخزين الطاقة الكهربائية، في موقع التوليد، (في البطاريات، غاز الهيدروجين، الأملاح المنصهرة، الهواء المضغوط، الطاقة الكهرومائية)، لاستخدامها لاحقًا.
- توقّع أفضل لحالة الطقس (الرياح، أشعة الشمس، الأمواج، المد والجزر وهطول الأمطار) لوضع خطة أفضل لاحتياجات إمدادات الطاقة.

## آفاق المستقبل
نادراً ما تشكّل تغيّرات الطاقة عائقًا أمام زيادة نشر الطاقة المتجددة عند توفر التوليد القابل للتحكم، ولكن في ظل وضع السوق الحالي، سيتطلب الأمر إجراء تحليلٍ وإدارةٍ دقيقين، وقد تكون هناك حاجةٌ إلى تكاليف إضافية لتخزين الطاقة الاحتياطي أو تعديل النظام، نُفّذت بالفعل تمديدات الكهرباء المتجددة بنسبة 20-50% في العديد من الأنظمة الأوروبية، وإن كان ذلك في سياق نظام الشبكة الأوروبية المتكاملة.

## التنوع الجغرافي
قد تكون الاختلافات في إنتاج توربينة رياح واحدة كبيرة جدًا، ولكن عند جمع مجموعة من التوربينات (كما هو الحال في مزارع الرياح) سنحصل على تباين أقل.
تنتج مزارع الرياح المتعددة والمنتشرة على مساحة جغرافية واسعة طاقة أكثر ثباتًا، وذات درجات تقلّب أقل من المنشآت الأصغر، ويمكن التنبؤ بطاقة الرياح الناتجة لحد ما بالاعتماد على تنبؤات الطقس خاصة في حال وجود أعداد كبيرة من التوربينات (أو المزارع).

## الآثار الاقتصادية للتغير في الطاقة
تتضمن تقديرات تكلفة طاقة الرياح التكاليف الزائدة التي تسببها تغيّرات الطاقة، ولكن العديد من صناعات توليد الطاقة الأخرى وخاصة الطاقة الناتجة عن الوقود الأحفوري تنطوي على تكاليف إضافية ناتجة عن التلوث وانبعاثات الغازات الدفيئة.